# Micrapatetis
Micrapatetis es un género de lepidópteros perteneciente a la familia Noctuidae. Es originario de Asia y Australia.

## Especies
- Micrapatetis albiviata Hampson, 1910
- Micrapatetis flavipars Hampson, 1910
- Micrapatetis icela Turner, 1920
- Micrapatetis leucozona Turner, 1902
- Micrapatetis orthozona Meyrick, 1897
- Micrapatetis pyrastis Hampson, 1910